# Cepljenje (medicina)
Cepljenje ali vakcinacija pomeni v medicini aplikacijo živih oslabljenih ali mrtvih organizmov ali njihovih toksoidov za preprečevanje nalezljivih bolezni pri sprejemljivih osebah.

## Zgodovina
Obstajajo domneve, da so prve oblike cepljenja razvili v Indiji in na Kitajskem že pred 16. stoletjem. Prvi dokumentirani dokazi o cepljenju izvirajo iz omenjenih držav iz 17. stoletja, ko so za cepljenje tam uporabljali uprašene kraste bolnikov s črnimi kozami. V 18. stoletju je ta ideja o cepljenju proti črnim kozam prek Turčije prišla v Anglijo, vendar zaradi možnega nastanka bolezni pri pomanjkljivi inaktivaciji virusa, ni zaživela. Leta 1796 pa je v prakso uspešno uvedel in opisal cepljenje angleški zdravnik Edward Jenner; uporabil je soroden, a za ljudi nenevaren virus, ki povzroča goveje koze. S sistematičnim cepljenem po vsem svetu je uspelo preprečiti okoli 2 milijona smrti na leto zaradi črnih koz in dve stoletji po odkritju cepiva povsem izkoreniniti črne koze po vsem svetu. Njihovo popolno odpravo je Svetovna zdravstvena organizacija proglasila leta 1980. Izraz »vakcinacija« izvira prav iz Jennerjevega odkritja oz. iz latinske besede vacca za kravo.
Po cepivu proti črnim kozam so bila pomemben mejnik dognanja Louisa Pasteurja, ki je leta 1885 razvil cepivo proti steklini. Pasteur in Émile Roux sta pridobila cepivo iz okuženih zajcev. Virus iz njihovega živčnega tkiva sta oslabila tako, da sta kužnino sušila pet do deset dni. V 90-ih letih 19. stoletja je nemški znanstvenik Emil von Behring odkril osnove za cepivo proti davici in tetanusu in za to prejel prvo Nobelovo nagrado za fiziologijo in medicino. Cepiva proti davici, tetanusu, oslovskemu kašlju in tuberkulozi so postala širše dostopna v 20-ih letih 19. stoletja. Leta 1937 so izdelali cepivo proti gripi in proti rumeni mrzlici. Leta 1949 je Endersu, Wellerju in Robbinsu prvič uspelo vzgojiti viruse na tkivnih kulturah opičjih in človeških celic, kar je bil  temelj za učinkovito zaščito proti virusnim boleznim. Tako je Jonas Edward Salk leta 1954 odkril inaktivirano, Albert Sabin pa leta 1957 živo cepivo proti otroški ohromelosti. Za njima so odkrili še cepiva proti: ošpicam (Edmonston B. Enders, 1960), rdečkam (1962), mumpsu (1966), novo cepivo proti steklini, vzgojeno na humanih diploidnih celicah (1967), noricam (1973) in hepatitisu B (1976). Razvoj je napredoval in prišlo je do odkritij polisaharidnih cepiv proti različnim meningokokom (Meningococcusu C leta 
1968 in 1971, Meningococccusu A leta 1971), proti pnevmokoknim okužbam (1978) in 
cepivo proti Haemophilusu influenzae tipa b ter polisaharidno cepivo proti tifusu (1984). Razvoj cepiva proti humanim virusom papiloma je omogočilo odkritje nemškega virologa Haralda zur Hausena, da raka materničnega vratu povzročajo ti virusi. Prvo cepivo proti humanim virusom papiloma je dobilo dovoljenje za promet v ZDA leta 2006.

### Zgodovina cepljenja v Sloveniji
V Sloveniji sega cepljenje v leto 1800, ko se je pričelo cepljenje proti črnim kozam. Leta 1937 se je začelo cepljenje proti davici, leta 1948 pa so uvedli cepljenje proti tuberkulozi, nato še proti tetanusu (1951), oslovskemu kašlju (1959) in otroški ohromelosti (1957). Leta 1968 je bilo predpisano obvezno cepljenje proti ošpicam z enim odmerkom cepiva, leta 1972 pa so deklice začeli cepiti proti rdečkam. Leta 1978 se je začelo cepljenje proti mumpsu, naslednje leto je bilo uvedeno preprečevanje ošpic z dvema odmerkoma cepiva. Od 1990 je cepljenje proti rdečkam obvezno za dečke in deklice. Od leta 1998 cepijo otroke pred vstopom v šolo proti hepatitisu B, od leta 2000 pa je za vse otroke obvezno tudi cepljenje proti okužbam s hemofilusom influence tipa b. Leta 2009 je bilo uvedeno neobvezno cepljenje proti HPV za deklice v 6. razredu osnovne šole.

## Obvezna cepljenja
Obvezno cepljenje je cepljenje, ki ga predpiše zdravstvena oblast za določeno skupino prebivalstva.
V Sloveniji so po zakonu obvezna naslednja cepljenja:
- proti hemofilusu influence b, davici, tetanusu, oslovskemu kašlju, otroški ohromelosti, ošpicam, mumpsu, rdečkam in hepatitisu B;
- proti steklini, rumeni mrzlici, trebušnemu tifusu, klopnemu meningoencefalitisu, gripi, tuberkulozi in drugim nalezljivim boleznim, če obstajajo določeni epidemiološki razlogi in tako določi minister za zdravje na predlog Inštituta za varovanje zdravja.

Obvezno cepljenje se lahko opusti, če je oseba preobčutljiva na sestavine cepiva, če se je po predhodnem odmerku istega cepiva pojavil resen neželeni učinek ali če ima oseba bolezen ali zdravstveno stanje, ki je nezdružljivo s cepljenjem.